# Naaldhout

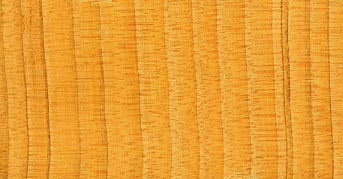
Hout van een ceder

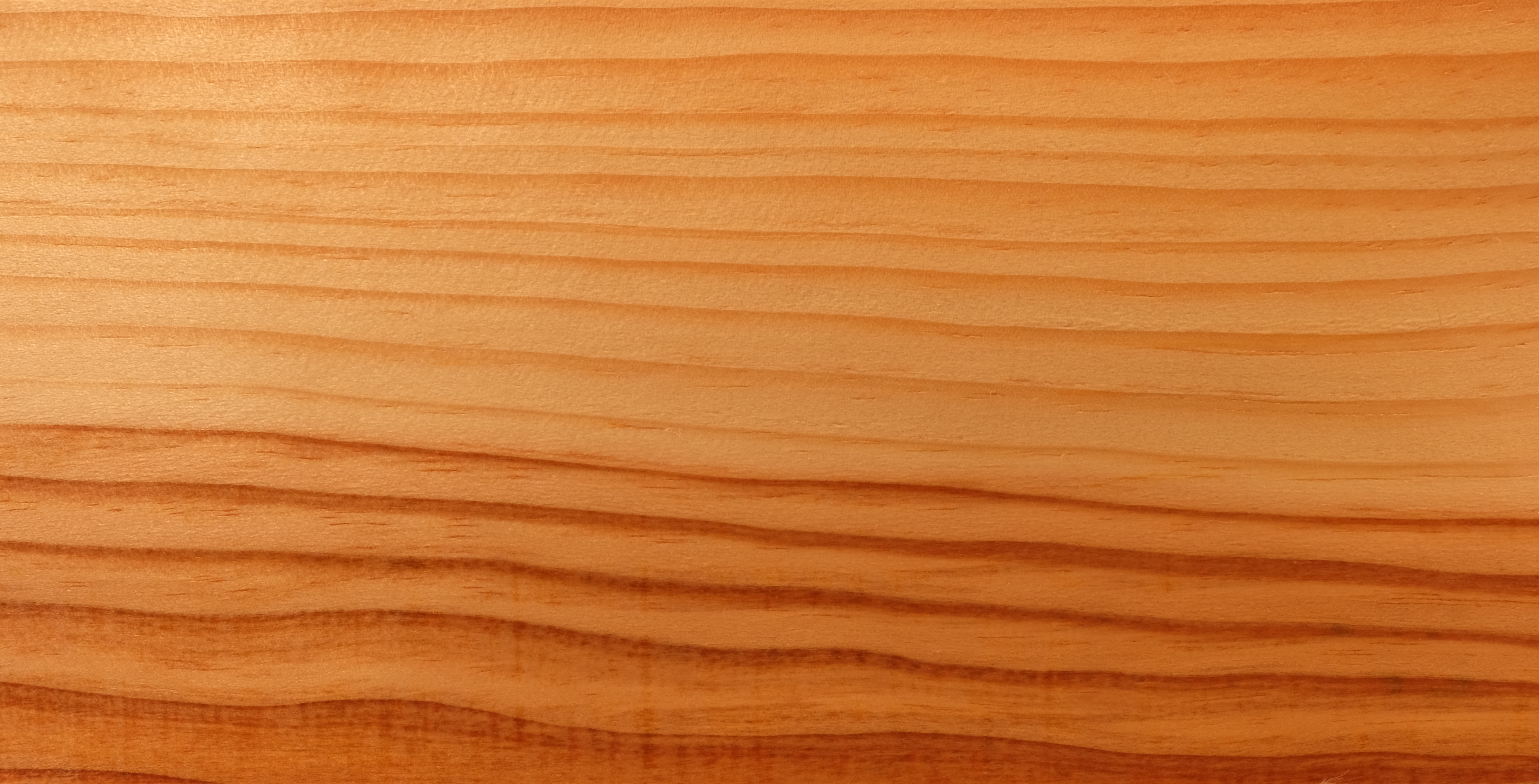
Grenen: roodachtig kernhout

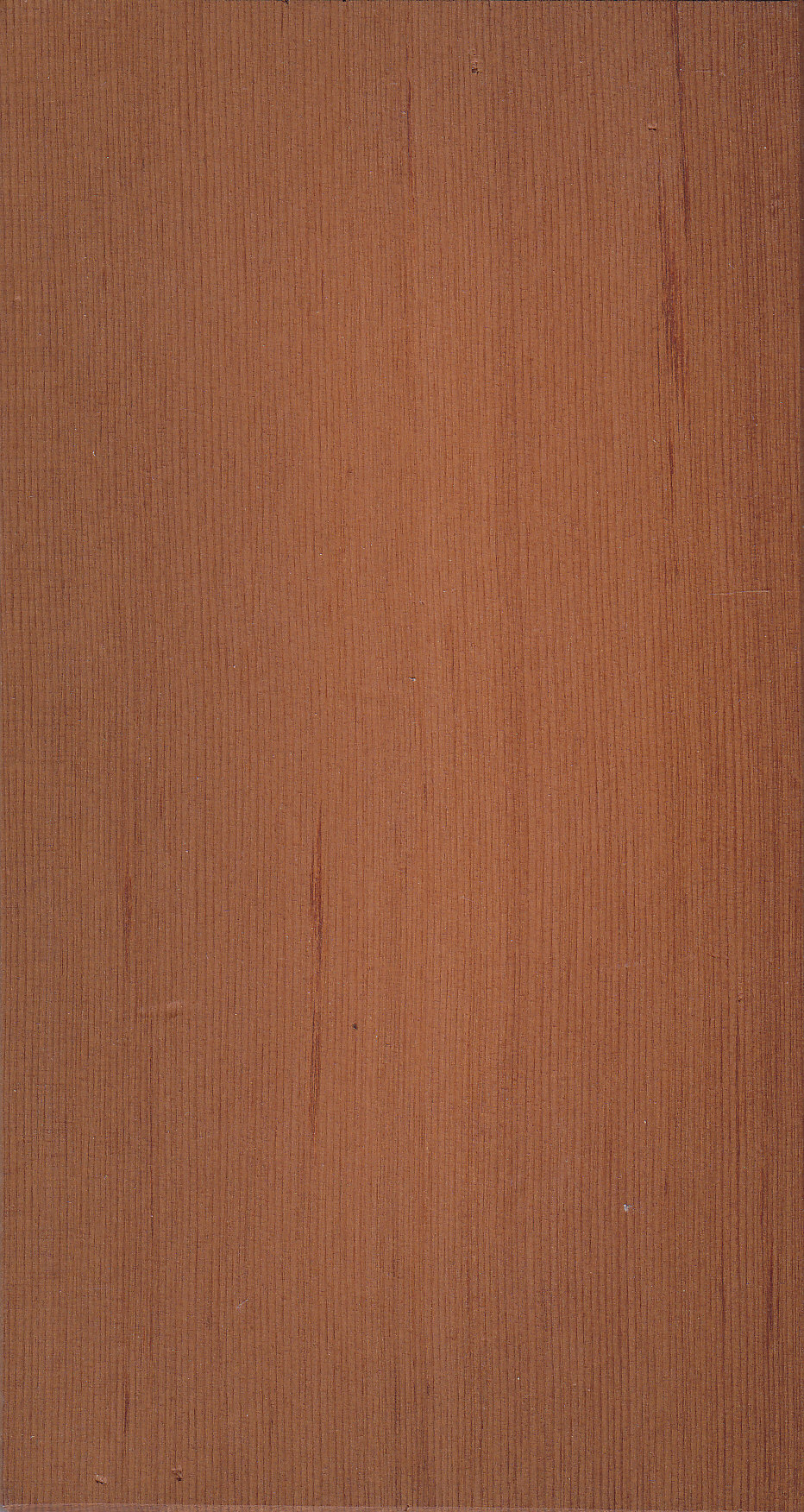
Langzaam gegroeid naaldhout (veel groeiringen), roodbruin van kleur

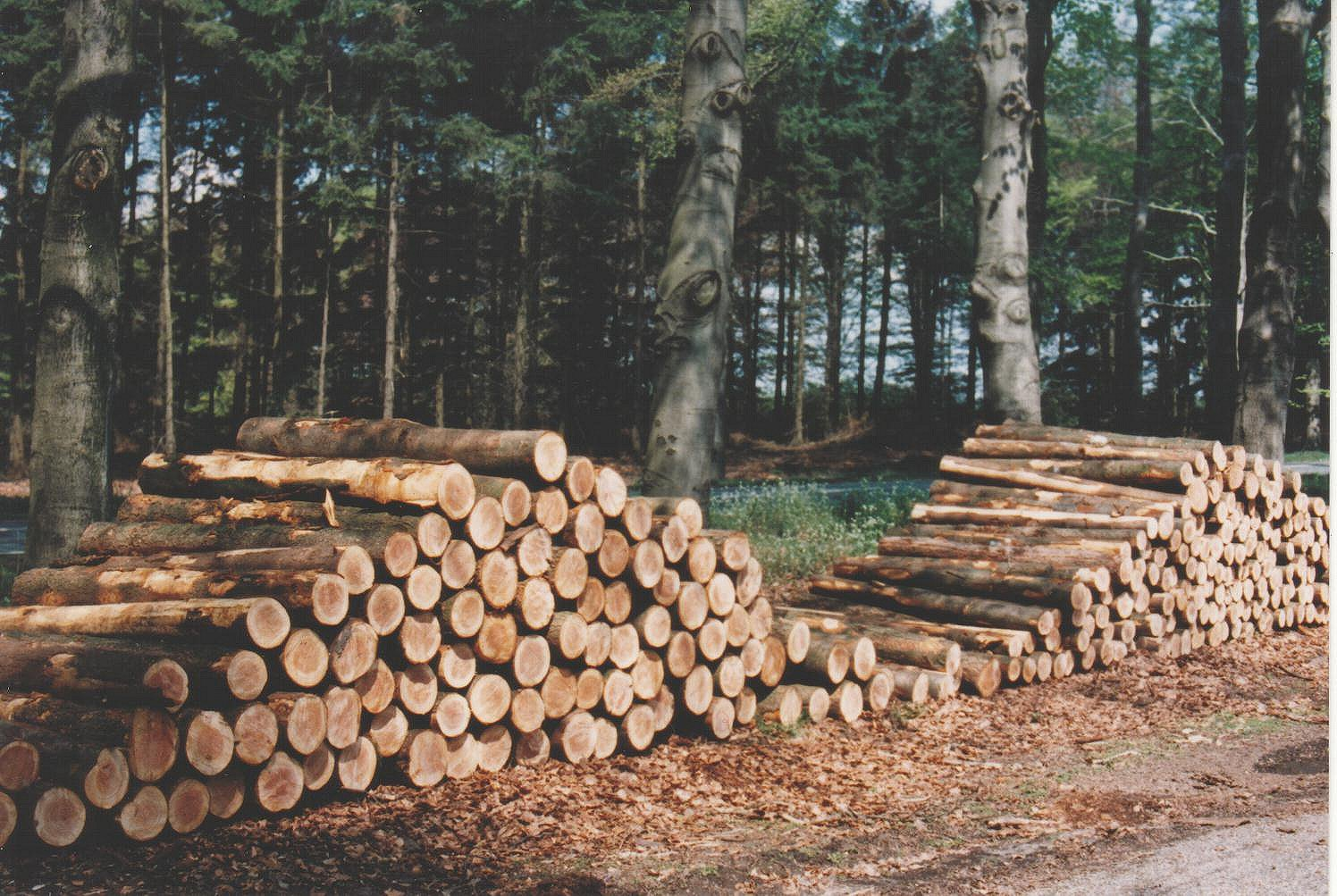
Geveld naaldhout voor de papierindustrie

Naaldhout is hout dat afkomstig is van naaldbomen, Coniferae, horend tot de Gymnospermae, de naaktzadigen. Naaldhout bevat vaker hars dan loofhout.

## Namen
Naaldhout wordt ook wel, met een anglicisme, zachthout genoemd (Engels "softwood"), maar "zachthout" wordt ook wel gebruikt voor "zacht hout" (hout dat niet hard is), wat in de meeste gevallen geen naaldhout is.

## Hardheid en duurzaamheid
Gemiddeld is naaldhout zachter dan het gemiddelde loofhout. Binnen zowel naaldhout en binnen loofhout komt een variatie in hardheid voor, waarbij het zachtste loofhout zachter is dan het zachtste naaldhout, en het hardste loofhout (veel) harder is dan het hardste naaldhout. Er zijn circa honderd keer zoveel soorten die loofhout leveren als soorten die naaldhout leveren, zodat de variatie in loofhout veel groter is. Zo is balsahout afkomstig van de loofboom Ochroma lagopus en dus "hardhout", maar balsahout is zeer zacht, terwijl hout van de venijnboom (Taxus baccata) en de moerasden (Pinus palustris) harder is dan het hout van veel loofbomen.
Het verschil tussen naaldhout en loofhout is herkenbaar aan verschillen in de celstructuur. In naaldhout komen geen houtvaten voor maar tracheïden voor het transport van water. 
De hardheid van naaldhout hangt samen met de groeisnelheid en dus met het klimaat. Zo is grenen, het hout van de grove den, wanneer het afkomstig is uit gebieden met een gematigd klimaat zoals in Nederland wat zachter dan wanneer het afkomstig is uit de Scandinavische landen waar het langzamer gegroeid is. 
Hardheid en duurzaamheid zijn twee verschillende dingen. Sommige naaldhoutsoorten zijn zeer duurzaam. In Nederland levert de lariks behoorlijk duurzaam hout. Het wordt onder andere gebruikt voor omheiningen, als bouwhout zowel binnen als buiten, en voor scheepsrompen.

## Voorbeelden van naaldhout
De in Nederland meest gebruikte soorten naaldhout zijn vurenhout (afkomstig van de fijnspar) en grenenhout (afkomstig van de grove den). Ook wordt naaldhout, net als loofhout, gebruikt voor het maken van mdf.
| Houtsoort              | Boom        | Botanische naam        |
| ---------------------- | ----------- | ---------------------- |
| dennen                 | zilverspar  | Abies spp.             |
| grenen of Noors grenen | grove den   | Pinus sylvestris       |
| lariks                 | Lork        | Larix spp.             |
| Oregon pine, douglas   | douglasspar | Pseudotsuga menziesii  |
| vuren                  | fijnspar    | Picea abies            |
| ceder                  | ceder       | Cedrus spp.            |
| hemlock                | hemlockspar | Tsuga spp.             |
| Parana pine            |             | Araucaria angustifolia |
| Frans grenen           | Zeeden      | Pinus pinaster         |
| pitch pine             |             | Pinus rigida           |
| southern pine          | Moerasden   | Pinus palustris        |

## Ander gebruik

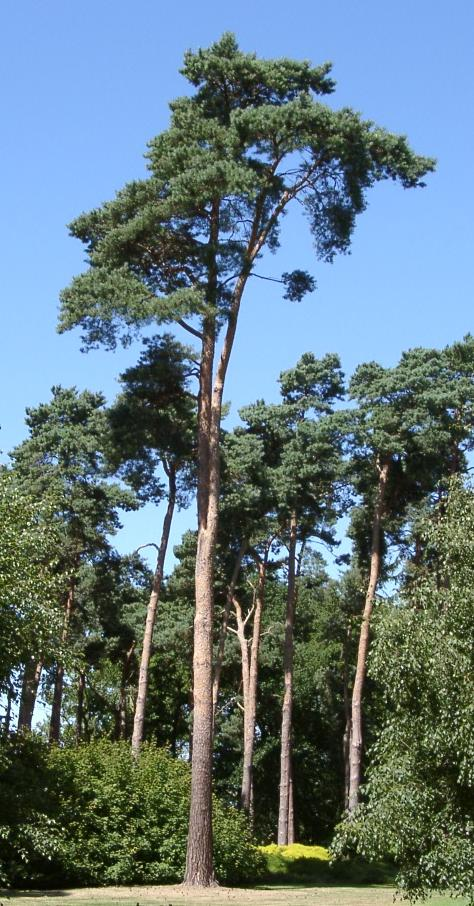
Levend naaldhout: Grove den (Pinus sylvestris)

De term "naaldhout" wordt bij gelegenheid ook wel gebruikt voor een bos waarvan de samenstelling bestaat uit naaldbomen. 

## Pinetum
Een collectie (levende) naaldbomen noemt men een pinetum (naaldbomentuin), een vorm van een bomentuin (arboretum). Omdat het - anders dan de naam suggereert - om coniferen gaat, zou de naam  "coniferentuin" nauwkeuriger zijn.